# 毒蜂
《毒蜂》（英語：Dangerous Bees）是2023年9月15日在中国大陆上映的动作片，导演潘文杰，主演富大龙、许亚军、王斑、高梓淇。

## 演员
- 富大龙 出演 段士根，卧底。
- 许亚军
- 王斑
- 高梓淇
- 吕良伟
- 张苡宁
- 张静静
- 方姝晴
- 白庆琳
- 袁帅
- 侯勇
- 郑晓宁

## 曲目
| 曲序 | 曲目                       |        | 作曲   | 歌手   |
| ---- | -------------------------- | ------ | ------ | ------ |
| 1.   | 《望》（推广曲）           | 王添赐 | 张德汗 | 蒋虎   |
| 2.   | 《我会永远爱你》（主题曲） | 王侠   | 王侠   | 贺薛杨 |

## 制作
导演潘文杰曾执导《跛豪》《新上海滩》。
2020年9月28日，剧组在安徽省合肥市开机拍摄，主要拍摄地点在合肥市和江苏省南京市。